# Treasure (azienda)
Treasure Co. Ltd è una software house giapponese fondata nel 1992 da ex-impiegati della Konami. La società è nota per la sua produzione di videogiochi limitata in quantità ma accolta da buon riscontro di critica, anche se non sempre di pubblico. Buona parte dei giochi più celebri di Treasure sono giochi d'azione caratterizzati da un gameplay ricco di elementi innovativi, frenetico e improntato soprattutto alle sfide con i boss.

## Storia
I membri fondatori di Treasure erano impiegati Konami, che decisero di separarsi dalla casa madre perché stanchi di dover sviluppare continuamente seguiti di giochi già esistenti e giochi di generi inflazionati, mentre essi erano desiderosi di sperimentare. Non si trattava di un team di programmatori interno alla ditta, ma di giovani programmatori che lavoravano alla Konami solo da qualche anno e in alcuni casi non avevano mai lavorato assieme. A oggi l'organico della software house conta circa trenta elementi.
Subito dopo la fondazione della compagnia il 19 giugno 1992, Treasure iniziò a sviluppare giochi per il Mega Drive della Sega. Non è noto quale fosse l'accordo stipulato tra le due case, ma sta di fatto che i primi 7 giochi della società furono sviluppati per hardware di proprietà Sega (Mega Drive, Game Gear, Saturn), la quale inoltre detiene i diritti su tutti i franchise originali ideati da Treasure in quel periodo.
Nonostante qualche eccezione, i giochi Treasure sono prodotti "di nicchia", dato che non sono mai stati molto pubblicizzati, né hanno ottenuto eclatanti riscontri di vendite; tuttavia, nel corso degli anni si è formata una piccola ma devota base di fan, responsabili anche per la nascita di alcuni miti che gravitano intorno alla software house. Uno di essi è che la compagnia rifiuterebbe di produrre seguiti dei propri giochi, leggenda nata in seguito alle affermazioni dell'amministratore delegato Masato Maegawa durante un'intervista, in cui disse che ogni gioco doveva essere un'opera a sé stante. In realtà la diceria si è dimostrata non veritiera dopo l'uscita di Advance Guardian Heroes e Gunstar Future Heroes, seguiti dei primi giochi prodotti dalla casa, Guardian Heroes e Gunstar Heroes.

## Giochi sviluppati da Treasure
Tra parentesi viene indicato anche il nome della software house che distribuisce il gioco.
- Gunstar Heroes (1993, Sega, Sega Mega Drive; 1995, Sega, Sega Game Gear; 2006, Sega, Virtual Console)
- McDonald's Treasure Land Adventure (1993, Sega, Mega Drive)
- Dynamite Headdy (1994, Sega, Mega Drive; 1994, Sega, Game Gear)
- Yu Yu Hakusho Makyo Toitsusen  (1994, Sega, Mega Drive)
- Alien Soldier (1995, Sega, Mega Drive)
- Light Crusader (1995, Sega, Mega Drive)
- Guardian Heroes (1996, Sega, Sega Saturn)
- Mischief Makers (Yuke-yuke! Trouble Makers) (1997, Enix (JP)/Nintendo (US/EU), Nintendo 64)
- Silhouette Mirage (1997, ESP, Saturn; 1998, ESP (JP)/Working Designs (US), Sony PlayStation)
- Radiant Silvergun (1998, autoprodotto, Arcade; 1998, ESP, Saturn)
- Rakugaki Showtime (1999, Enix, PlayStation)
- Bangai-O / Bakuretsu Muteki Bangaioh (1999, ESP, N64; 1999 (JP)/2000 (EU)/2001 (US), ESP (JP)/Swing! Games (EU)/Conspiracy Entertainment (US), Sega Dreamcast)
- GunBeat (gioco cancellato, previsto in forma arcade)
- Silpheed: The Lost Planet (2000 (JP)/2001 (US/EU), Capcom (JP)/Swing! Games e Conspiracy Entertainment (EU)/Working Designs (US), Sony PlayStation 2)
- Sin and Punishment: Successor to the Earth (2000, Nintendo, Nintendo 64)
- Freak Out (noto come Hyper Linda in Giappone e Stretch Panic negli USA) (2001, Conspiracy Entertainment (US)/Swing! Games (EU)/Kadokawa Shoten (JP), PlayStation 2)
- Ikaruga (2001, autoprodotto, arcade; 2002, ESP, Dreamcast; 2003, Atari, Nintendo GameCube)
- Tiny Toon Adventures: Buster's Bad Dream (2002, Swing! Games (EU), Nintendo Game Boy Advance)
- Hajime no Ippo: The Fighting (Game Boy Advance)
- Tiny Toon Adventures: Defenders of the Looniverse (cancellato, PlayStation 2)
- Wario World (2003, Nintendo, GameCube)
- Dragon Drive D-Masters Shot (2003, Bandai, GameCube)
- Astro Boy: Omega Factor (2004, Sega, Game Boy Advance; sviluppato in collaborazione con Hitmaker)
- Gradius V (2004, Konami, PlayStation 2)
- Advance Guardian Heroes (2004, Ubisoft, Game Boy Advance)
- Gunstar Future Heroes (Gunstar Future Heroes) (2005, Sega, Game Boy Advance)
- Bleach: The Blade of Fate (2006, Sega, Nintendo DS)
- Bleach: Dark Souls (2007, Sega, Nintendo DS)
- Sin and Punishment: Successor of the Skies (2010, Nintendo, Nintendo Wii
- Bangai-O HD: Missile Fury (2011, Xbox Live Arcade)
- Radiant Silvergun (2011, Xbox Live Arcade)
- Guardian Heroes (2011, Xbox Live Arcade)
- Gaist Crusher (2013, Capcom, 3DS)
- Gaist Crusher God (2014, Capcom, 3DS)